# 夢色
色彩の一つ。　薄い赤・薄い青・薄い紫を組合せた色(ピンク・水色・薄紫)
「夢色」（ゆめいろ）はHey!Say!JUMPの楽曲であり、2009年のオリジナル曲でもある。NHKテレビアニメ『忍たま乱太郎』2009年度エンディングテーマ。
『忍たま乱太郎 20th アニバーサリーアルバム オープニング&エンディング集』に初CD化で収録されている。

## 曲の詳細
1. 夢色 [4:02]
作詞：久世まりあ、作曲：馬飼野康二、編曲：馬飼野康二・石塚知生

## 収録アルバム
- 忍たま乱太郎 20th アニバーサリーアルバム オープニング&エンディング集
- 忍たま乱太郎 30 years anniversary THE BEST SONGS